# محوطه علی بلاغ
محوطه علی بلاغ مربوط به دوره اشکانیان - دوره ساسانیان است و در شهرستان زنجان، بخش مرکزی، دهستان بوغدا کندی، ۲ کیلومتری غرب روستای کاوند واقع شده و این اثر در تاریخ ۱۸ اسفند ۱۳۸۷ با شمارهٔ ثبت ۲۵۳۱۵ به‌عنوان یکی از آثار ملی ایران به ثبت رسیده است.